# Агора (фильм)
«Аго́ра» (исп. Ágora) — историческая драма режиссёра Алехандро Аменабара 2009 года. Это пятая кинокартина режиссёра и уже второй его фильм, снятый полностью на английском.
Слоган: «Александрия, Египет 391 год н. э. Мир изменился навсегда».

## Название
Агора — рыночная площадь в древнегреческих полисах, являвшаяся местом общегражданских собраний (которые также по месту проведения назывались агорами).

## Сюжет
Действие фильма происходит на территории разваливающейся на две части Римской империи в городе Александрия Египетская в конце IV — начале V века н. э.
IV век — век победы христианства в Римской империи, в течение этого столетия христиане из угнетаемого религиозного меньшинства превратились в мощную государственную организацию, диктующую свою волю правителям распадающейся империи.
На фоне происходящих исторических событий фильм рассказывает о судьбе Гипатии Александрийской — первой в истории известной женщине-учёной, которая была философом, математиком и астрономом. Она была очень умна и известна, к её словам прислушивались правители.
391 год. К преуспевшей в науках Гипатии стекаются желающие послушать её лекции. Среди её учеников — юные язычник Орест и христианин Синезий. Прислуживает Гипатии её юный семейный раб Давус, тайно влюблённый в неё и тайно, вопреки воле хозяев, принявший христианство.
В этом же году в Александрии на Агоре начинаются межрелигиозные столкновения, подстрекаемые предводителем параволанов Аммонием, александрийским епископом Феофилом и, с другой стороны, жрецами языческого божества Сераписа. В результате столкновений с язычниками христиане одерживают верх, ими уничтожен храм Серапеум и разграблено отделение Александрийской библиотеки — одной из богатейших в мире библиотек того времени. Раб Гипатии — Давус присоединяется к погромщикам-параволанам и пытается изнасиловать свою хозяйку, но всё же не решается опошлить свою любовь. После этого Гипатия освобождает и отпускает его.
412 год. Христианская церковь приобретает всё большую власть. В Александрии умирает епископ Феофил и его преемником становится его племянник Кирилл. Бывшие ученики Гипатии также становятся влиятельными людьми — Орест назначен представителем императорской власти, префектом города Александрия, а Синезий избран епископом Птолемаидским.
414 год. В Александрии снова вспыхивают религиозные волнения. На этот раз происходит конфликт христиан с иудеями. После взаимных погромов новый епископ Александрии Кирилл призывает христиан окончательно разобраться с еврейской общиной. В результате резни часть евреев уничтожается, а остальные изгоняются из города.
415 год. Префект Александрии Орест слишком много внимания уделяет своей бывшей учительнице Гипатии, не желающей признать верховенство христианства и отречься от своих «колдовских» наук. Это вызывает всё большее недовольство власти религиозной. Христианская власть империи в это время полностью подчиняет себе власть светскую и военную. Епископ Александрии Кирилл требует, чтобы Орест и другие отреклись от Гипатии, а ей самой запретили преподавать и заниматься науками. Бывший ученик Гипатии епископ Синезий, желая спасти её от расправы, уговаривает её отказаться от наук. Но Гипатия отказывается смириться с этим и принять христианство, поэтому параволаны объявляют её «ведьмой» и «проституткой» и тайно решают жестоко убить, побив камнями.
Но в начале расправы, бывший раб Гипатии — параволан Давус, оставшись с ней наедине и помня свою любовь к ней, из жалости и сострадания удушает её и этим спасает от последующих мучений. Параволаны, думая, что Гипатия упала в обморок, побивают камнями её мёртвое тело.

## В ролях
- Рэйчел Вайс — Гипатия, англ. Hypatia
- Макс Мингелла — Давус, англ. Davus
- Оскар Айзек — Орест, англ. Orestes
- Ашраф Бархом — Аммоний, англ. Ammonius
- Майкл Лонсдейл — Теон, англ. Theon
- Руперт Эванс — Синезий, англ. Synesius
- Ричард Дерден — Олимпий, англ. Olympius
- Сами Самир — епископ Кирилл, англ. Cyril
- Хомаюн Эршади — Аспасий, англ. Aspasius[5]

## Прокат
В прокате картина не окупилась: при бюджете в 70 млн долларов, она собрала в общей сложности 39 млн долларов, однако в самой Испании стала успешной, собрав 30 млн долларов. В Италии картина, напротив, не нашла прокатчика и, как отметил Семён Кваша, «фактически была запрещена, как антихристианский памфлет».

## Отзывы кинообозревателей
По результатам голосования зрителей на сайте IMDB, рейтинг фильма составляет 7,2 балла. Критики же отнеслись к фильму более неоднозначно. Роджер Эберт отметил, что ожидал от фильма «мечи, сандалии и секс», а получил гораздо больше, в итоге дав фильму 3 звезды из 4. В целом на Rotten Tomatoes количество положительных рецензий составляет 53%. Allmovie, напротив, был более благосклонен. Суммируя отзывы критиков, сайт дал 4 звезды из 5.
Ряд российских критиков в целом дал положительную оценку фильму.
Семён Кваша в целом дал отрицательную оценку картине, назвав её «дорогой европейской киноподелкой с государственным участием».
Многие обозреватели отметили, что фильм сильно идеологизирован и имеет отчётливый антихристианский посыл. Так, Семён Кваша охарактеризовал фильм как «антихристианскую  агитку», а Ксения Рождественская назвала фильм «морализаторской притчей о противостоянии религии и философии», в которой «последователи христианства — злобные варвары, подчиняющие себе мир и убивающие всех неверных». По мнению Михаила Трофименкова, Аменабар снял идеологизированную «драму идей». Сергей Сычёв полагает, что в фильме нет ни христиан, ни иудеев, ни эллинов, а есть «чернь, которая готова сгрызть друг друга, и политики, которые ею манипулируют».
По мнению некоторых критиков, на этом фоне страдает художественная составляющая картины. По словам Ксении Рождественской, фильм получился очень «холодным»; режиссёр «плохо понимает, как показать обычные повседневные эмоции», в результате чего обычным чувствам в картине Аменабара не остаётся места, вместо чего «копошатся на агоре какие-то одержимые муравьи — рабы, учёные, политики». По мнению Михаила Трофименкова, «увлекшись борьбой идей, Аменабар перестал заботиться о том, чтобы его герои выглядели живыми существами, а не носителями той или иной идеологии». Семён Кваша считает, что некоторые сцены картины просто смешны, а общая атмосфера напоминает как мексиканский сериал, так и средневековый роман, в котором все постоянно плачут.

## Историческая достоверность
В оценке исторической и фактологической достоверности картины мнения расходятся. По мнению Ксении Рождественской, «Аменабар постарался снять кино так, что с исторической точки зрения к „Агоре“ не подкопаешься, и даже историки признают, что Александрия IV века воссоздана насколько возможно аккуратно», хотя и критикует резкое несоответствие возраста главной героини, которой по факту должно быть около 50 лет. Сергей Сычёв считает, что «историческая эпоха воссоздана Аменабаром с пугающей точностью». Семён Кваша, напротив, указывает, что не сохранилось ни одной письменной работы Гипатии и недоумевает по поводу того, что Гипатия, по версии Аменабара, «придумала закон всемирного тяготения до Ньютона и предположила эллиптичность орбит планет до Кеплера».
Писательница Фейт Джастис (Faith L. Justice), автор двух исторических исследований, посвящённых Гипатии (Selene of Alexandria и Hypatia: Her Life and Times), выполнила критический обзор фильма. По её мнению, фильм наряду с исторически корректными деталями содержит множество грубых ошибок и неточностей, начиная с того, что нет никаких исторических свидетельств о том, что Гипатия и Теон имели какое-либо отношение к Серапеуму. Также писательница указывает на то, что нет исторических свидетельств о том, что в Серапеуме уничтожались книги. Джастис считает, что согласно имеющимся данным, Гипатия приняла смерть не вследствие того, что она была язычницей, или учёным, или женщиной, а вследствие вовлечённости в политику. Кроме того, Аменабар рисует Гипатию атеисткой, тогда как она исповедовала религиозную философию, в особенности неоплатонизм, и была глубоко религиозной женщиной.
Критики отмечают высокую достоверность в воссоздании архитектурного облика Александрии, который сочетал в себе элементы римского, греческого и египетского стиля. Вместе с тем, костюмный аспект киноленты имеет множество анахронизмов: например, внешний вид римских солдат оформлен в усреднённом стиле рубежа эр, в то время как на момент изображаемых событий IV — V веков н. э. он существенно изменился.

### Оценки со стороны христиан
С критикой фильма выступил ряд православных СМИ. Георгий Захаров, церковный историк, преподаватель исторического факультета Православного Свято-Тихоновского гуманитарного университета, отметил, что разрушение Серапеума в 391 году и убийство толпой христиан женщины-философа Гипатии в 415 году действительно имели место, но их отображение и интерпретация в фильме крайне тенденциозны. Например, не только христианские историки, но и крайне антихристиански настроенный язычник Евнапий, рассказывая о разрушении храма Сераписа, ни словом не упоминают о том, что были уничтожены какие-либо книги. По словам Георгия Захарова, не подтверждаются источниками обвинения Кирилла Александрийского в подстрекательстве к убийству Гипатии. Православный журналист Владимир Григорян также считает, что картина Аменабара не чужда фальсификации истории в антихристианских целях. Так, по мнению Григоряна, ко времени правления Патриарха Феофила в храме Сераписа ни библиотеки, ни научного центра не было, поскольку ещё в 273 году Александрийская библиотека была сожжена императором Аврелианом. Григорян напомнил, что в «Житии святого Кирилла мы не находим ни малейшей неприязни к Гипатии, а о её убийстве говорится как об ужасном злодеянии».
Роберт Барон, американский католический епископ, в своей статье о фильме отметил: «Гипатия действительно была философом и, она действительно была убита толпой в 415 году, однако практически всё остальное в этой истории, которую Гиббон, Саган и Аменабар нам рассказывают, — ложь».

## Награды
- 2009 — семь премий «Гойя»: лучший оригинальный сценарий (Алехандро Аменабар, Матео Хиль), руководство производством (Хосе Луис Эсколар), операторская работа (Хави Хименес), работа художника (Гай Диас), костюмы (Габриэлла Пескуччи), грим и прически (Ян Сьюэлл, Сюзанна Стокс-Мантон), специальные эффекты (Крис Рейнольдс, Феликс Берже)
- 2009 — шесть номинаций на премию «Гойя»: лучший фильм, режиссёр (Алехандро Аменабар), оригинальная музыка (Дарио Марианелли), женская роль (Рэйчел Вайс), монтаж (Начо Руис Капильяс), звук (Питер Глоссоп, Гленн Фримантл)